# Thomas de Lancastre (1er duc de Clarence)
Pour les articles homonymes, voir Thomas de Lancastre.
Titre
Duc de Clarence
9 juillet 1412 – 22 mars 1421
(8 ans, 8 mois et 13 jours)
Thomas de Lancastre est un prince anglais de la maison de Lancastre né avant le 25 novembre 1387 à Kenilworth en Angleterre, et mort le 22 mars 1421. Deuxième fils survivant du roi Henri IV et de Marie de Bohun, il est titré comte d'Albemarle et duc de Clarence.

## Biographie

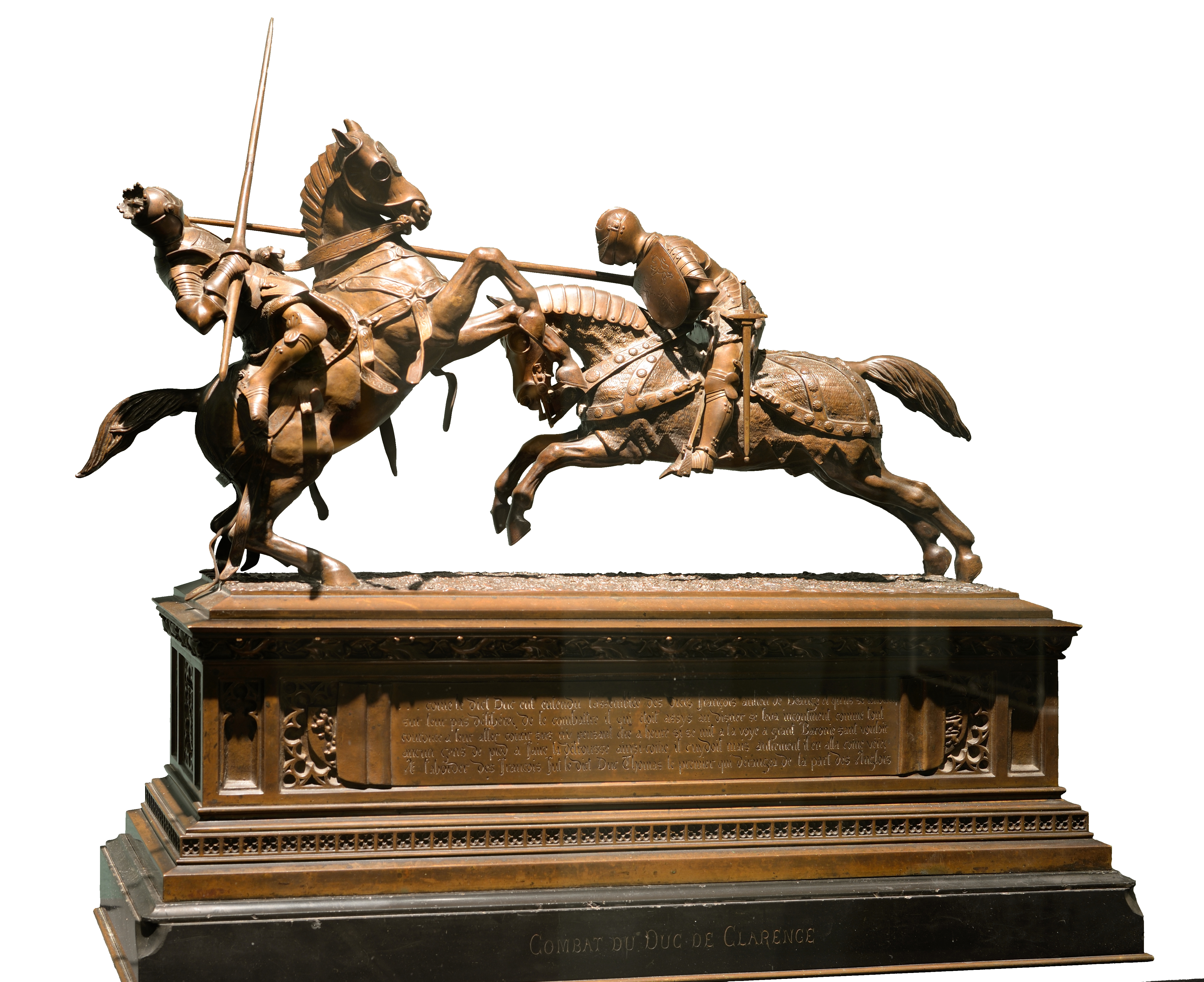
Combat du duc de Clarence, sculpture d'Émilien de Nieuwerkerke (1839).

Son frère aîné est le futur Henri V et ses cadets sont Jean, duc de Bedford et Humphrey de Gloucester, duc de Gloucester. Il est Lord Lieutenant d'Irlande de 1401 à 1413. Il épouse Marguerite Holland (morte en 1439), fille de Thomas Holland, 2e comte de Kent, en 1411. L'année suivante, il est créé duc de Clarence.
En 1411, profitant de la maladie du roi, deux factions se disputent le pouvoir. La première est celle du prince de Galles, le futur Henri V, et de ses demi-frères Beaufort, la seconde est celle de Thomas de Lancastre, comte d'Albemarle et duc de Clarence, et de l'archevêque Arundel. C'est d'abord le prince de Galles qui semble l'emporter mais, voulant écarter définitivement Henri IV du trône, celui-ci l'écarte du pouvoir. Pendant quelques mois, Thomas de Lancastre est maître de l'Angleterre, comme membre du conseil royal.
En France, Armagnacs et Bourguignons sont en lutte ouverte les uns contre les autres pour le contrôle de la régence, Charles VI étant incapable de l'assumer à cause de sa folie. Lancastre fait alliance avec les Armagnacs lors du traité de Bourges le 18 mai 1412. L'Anglais consent à envoyer 1 000 hommes d'armes et 3 000 archers pour les aider contre la possession de l'ancien duché d'Aquitaine reconstitué dans son ancienne extension. Quelques semaines plus tard, ce traité est rendu caduc par la nouvelle trêve entre Armagnacs et Bourguignons.
En août, Thomas de Lancastre débarque à Saint-Vaast-la-Hougue et rencontre Charles d'Orléans à Blois afin d'entériner le traité d'Eltham. Il lui fait payer très cher son retour en Angleterre : quelques centaines de milliers de livres et la remise en otage, comme garantie de paiement, de son frère Jean d'Angoulême, le futur grand-père de François Ier. Cela n'empêche pas Thomas de diriger son armée vers Bordeaux en dévastant tout sur son passage.
Il est à Bordeaux lorsqu'il apprend la mort de son père le 20 mars 1413. Il rentre aussitôt en Angleterre prêter allégeance à son frère Henri V. Celui-ci ne semble pas lui en avoir voulu de sa récente prise du pouvoir et Thomas de Lancastre, désormais, lui sera d'une fidélité sans faille jusqu'à la fin. Il débarque en France en 1415 et participe au siège d'Harfleur. Il participe également à la conquête de la Normandie en 1417-1419.
Après le traité de Troyes, Henri V retourne en Angleterre et laisse son frère organiser une prochaine offensive contre le dauphin Charles, futur Charles VII. Cependant, c'est celui-ci qui l'attaque au Vieil-Baugé en mars 1421. Le 22, le futur connétable John Stuart l'attire dans un piège où il se fait bêtement prendre. Il est tué dans l'escarmouche.
Il est inhumé dans la cathédrale de Canterbury.